# Liste des commandants de l'école spéciale militaire de Saint-Cyr
L'école spéciale militaire de Saint-Cyr est commandée par un officier général qui est à la tête de l'Académie militaire de Saint-Cyr Coëtquidan (créée en 2021 en lieu et place des écoles de Saint-Cyr Coëtquidan). Il commande également l'école militaire interarmes (créée en 1961) ainsi que l'école militaire des aspirants de Coëtquidan (créée en 2021).
De 1977 à 2010, il commande aussi l'école militaire du corps technique et administratif.

## Commandants de l'école spéciale militaire de Saint-Cyr
| Grade lors du commandement | Nom                                                                                  | dates de commandement   |
| -------------------------- | ------------------------------------------------------------------------------------ | ----------------------- |
| Général de division        | Emmanuel Charpy                                                                      | depuis le 1er août 2024 |
| Général de division        | Hervé de Courrèges                                                                   | 2021-2024               |
| général de division        | Patrick Collet                                                                       | 2019-2021               |
| général de brigade         | François Labuze                                                                      | 2019-2021               |
| général de division        | Frédéric Blachon                                                                     | 2015-2017               |
| général de brigade         | Antoine Windeck                                                                      | 2012-2015               |
| général de brigade         | Éric Bonnemaison                                                                     | 2009-2012               |
| général de division        | Nicolas de Lardemelle                                                                | 2006-2009               |
| général de division        | Jean Coulloumme-Labarthe                                                             | 2003-2006               |
| général de division        | Bruno Cuche                                                                          | 2000-2003               |
| général de division        | Louis Zeller                                                                         | 1998-2000               |
| général de division        | Pierre Costedoat                                                                     | 1995-1998               |
| général de brigade         | Pierre Forterre                                                                      | 1992-1995               |
| général de division        | Étienne Renard                                                                       | 1989-1992               |
| général de brigade         | André Lafont                                                                         | 1986-1989               |
| général de brigade         | Jacques Greyfie de Bellecombe                                                        | 1983-1986               |
| général de brigade         | Gilbert Forray                                                                       | 1980-1983               |
| général de brigade         | André Sciard                                                                         | 1977-1980               |
| général de brigade         | Alain Bizard                                                                         | 1975-1977               |
| général de brigade         | Jacques de Barry                                                                     | 1972-1975               |
| général de brigade         | Jean Richard                                                                         | 1969-1972               |
| général de brigade         | Jean-Pierre de Lassus Saint-Geniès                                                   | 1967-1969               |
| général de brigade         | Alain de Boissieu-Déan de Luigné                                                     | 1964-1967               |
| général de brigade         | Jean Simon                                                                           | 1962-1964               |
| général de division        | Jean Craplet                                                                         | 1960-1962               |
| général de brigade         | Jean Gombeaud                                                                        | 1958-1960               |
| général de brigade         | André Jannot                                                                         | 1956-1958               |
| général de brigade         | Jacques de Parisot de Durand de la Boisse                                            | 1956                    |
| général de brigade         | Jean Olié                                                                            | 1954-1956               |
| général de brigade         | Gilbert Fayard                                                                       | 1951-1954               |
| général de division        | Paul Bondis                                                                          | 1949-1951               |
| général de brigade         | Eugène Molle                                                                         | 1946-1949               |
| général de brigade         | Guy Schlesser                                                                        | 1946                    |
| colonel                    | Pierre Agostini                                                                      | 1945                    |
| colonel                    | Jean Thiebault                                                                       | 1942                    |
| général de brigade         | Pierre Préaud                                                                        | 1940-1942               |
| colonel                    | Georges Groussard                                                                    | 1939-1940               |
| général de brigade         | Auguste Lucien                                                                       | 1937-1939               |
| général de brigade         | Julien Martin                                                                        | 1935-1937               |
| général de brigade         | Aubert Frère                                                                         | 1931-1935               |
| général de brigade         | Henri Herscher (sl)                                                                  | 1928-1931               |
| général de brigade         | Henri Colin                                                                          | 1925-1928               |
| général de brigade         | Albert Tannant                                                                       | 1919-1925               |
| général de brigade         | Louis Émile Eugène Bigot                                                             | 1912-1914               |
| général de brigade         | Élie Verrier                                                                         | 1910-1912               |
| général de brigade         | Charles Holender                                                                     | 1908-1910               |
| général de brigade         | Auguste Dubail                                                                       | 1906-1908               |
| général de brigade         | Louis Marcot                                                                         | 1901-1906               |
| général de brigade         | Adhémar Passérieu                                                                    | 1900-1901               |
| général de brigade         | Louis Goujat dit Maillard                                                            | 1896-1900               |
| général de brigade         | Jules de Monard                                                                      | 1893-1896               |
| général de brigade         | Eugène Motas d’Hestreux                                                              | 1889-1893               |
| général de brigade         | Baptiste Tramond                                                                     | 1886-1889               |
| général de brigade         | Armand Deffis                                                                        | 1880-1886               |
| général de brigade         | Claude Choletton                                                                     | 1880-1881               |
| général de brigade         | Louis Hanrion                                                                        | 1871-1880               |
| général de brigade         | baron Henri Aristide de Gondrecourt                                                  | 1866-1870               |
| général de brigade         | Louis de Labadie d'Aydren                                                            | 1860-1866               |
| général de brigade         | comte Adolphe de Monet                                                               | 1855-1860               |
| général de brigade         | Ambroise Achille Alexandre                                                           | 1849-1855               |
| général de brigade         | Armand Salleyx                                                                       | 1849                    |
| maréchal de camp           | marquis Joseph Barthélémy Honoré Louis de Ricard                                     | 1846-1849               |
| maréchal de camp           | Adolphe de Tarlé                                                                     | 1842-1846               |
| maréchal de camp           | Amédée Caminade                                                                      | 1841-1842               |
| maréchal de camp           | comte Achille Baraguey d'Hilliers                                                    | 1834-1841               |
| maréchal de camp           | baron Louis-Auguste Camus de Richemont                                               | 1830-1834               |
| maréchal de camp           | vicomte Lenoir                                                                       | 1830                    |
| maréchal de camp           | Alphonse-Gabriel-Octave, prince de Broglie-Revel                                     | 1827-1830               |
| maréchal de camp           | Armand Céleste, comte de Durfort                                                     | 1823-1827               |
| lieutenant général         | vicomte Marc Antoine Marie Obert                                                     | 1821-1823               |
| maréchal de camp           | Philippe François Maurice d'Albignac                                                 | 1816-1821               |
| général de division        | baron Jacques Nicolas Bellavène                                                      | 1815-1816               |
| maréchal de camp           | baron Louis-Auguste Camus de Richemont                                               | 1814-1815               |
| général de brigade         | baron Hugues Alexandre Joseph Meunier (commandant en second : Paul Louis Marie Dein) | 1812-1814               |
| général de brigade         | baron Jacques Nicolas Bellavène                                                      | 1803-1812               |